# Mausgesees
Mausgesees ist ein Gemeindeteil des Marktes Eckental im Landkreis Erlangen-Höchstadt (Mittelfranken, Bayern). Mausgesees liegt in der Gemarkung Herpersdorf.

## Geografie
Das im Erlanger Albvorland gelegene Dorf liegt etwa drei Kilometer ostnordöstlich des Verwaltungszentrums von Eckental auf einer Höhe von 325 m ü. NHN. Die von Forth kommende Staatsstraße 2236 durchquert den Ort und führt weiter nach Herpersdorf.

## Geschichte
Der Ort wurde 1172 als „Musengeseeze“ erstmals urkundlich erwähnt.
Das Nürnberger Patriziergeschlecht Stromer verfügte um 1355 über reichslehnbare Güter in Mausgesees, ab 1468 ist auch ein befestigter Herrensitz bezeugt. Dieser ist in der ersten Hälfte des 16. Jahrhunderts möglicherweise abgegangen. Ab Mitte des 17. Jahrhunderts entspann sich ein Rechtsstreit der Familien Stromer, von Gotzmann und Pfeiffer um den Besitz, der letztlich an die Gotzmann-Erben aus der Familie von Bünau auf Büg fiel. Dabei war von einem Herrenhaus zu Mausgesees nicht mehr die Rede; Überreste sind nicht mehr zu sehen. 1791 fiel der Grundbesitz mit Büg an die Freiherrn von Egloffstein.
Bis zum Beginn des 19. Jahrhunderts unterstand der Ort der Landeshoheit von reichsunmittelbaren Adeligen, die sich in dem zum Fränkischen Ritterkreis gehörenden Ritterkanton Gebürg organisiert hatten. Die Dorf- und Gemeindeherrschaft übten die Freiherrn von Egloffstein aus. Die Hochgerichtsbarkeit stand dem zum Kurfürstentum Pfalz-Baiern gehörenden Landrichteramt Schnaittach in seiner Rolle als Fraischamt zu. Als die reichsritterschaftlichen Territorien in der Fränkischen Schweiz infolge des Reichsdeputationshauptschlusses mediatisiert wurden, wurde Mausgesees unter Bruch der Reichsverfassung 1805 vom Kurfürstentum Pfalz-Baiern annektiert. Mit dieser Übernahme wurde der Ort ein Bestandteil der bei der „napoleonischen Flurbereinigung“ in Besitz genommenen neubayerischen Gebiete, was im Juli 1806 mit der Rheinischen Bundesakte nachträglich legalisiert wurde.
Durch die Verwaltungsreformen zu Beginn des 19. Jahrhunderts im Königreich Bayern wurde Mausgesees mit dem Zweiten Gemeindeedikt 1818 ein Gemeindeteil der Ruralgemeinde Herpersdorf. Im Zuge der Gebietsreform in Bayern wurde Mausgesees mit der Gemeinde Herpersdorf am 1. Juli 1972 in den neu gebildeten Markt Eckental eingegliedert.

## Baudenkmäler
In Mausgesees gibt es zwei denkmalgeschützte Bauwerke, ein Wohnstallhaus und eine Scheune.